# Curazie di San Marino
La curazia è una località sottoposta a un castello di San Marino, equivalente alle frazioni in Italia.
Le curazie di San Marino sono 43, distribuite nei nove castelli.
Serravalle ne conta 8, Città di San Marino 7, Chiesanuova 7, Borgo Maggiore 6, Domagnano 5, Faetano 4, Fiorentino 3, Acquaviva 2 e Montegiardino 1.
| Curazia                     | Castello            | Note                                      |
| --------------------------- | ------------------- | ----------------------------------------- |
| Cà Berlone                  | Città di San Marino |                                           |
| Cà Chiavello                | Faetano             |                                           |
| Cà Giannino                 | Domagnano           | non è considerata curazia                 |
| Cà Melone                   | Borgo Maggiore      |                                           |
| Cà Ragni                    | Serravalle          |                                           |
| Cà Rigo                     | Borgo Maggiore      |                                           |
| Cailungo                    | Borgo Maggiore      |                                           |
| Caladino                    | Chiesanuova         |                                           |
| Calligaria                  | Faetano             |                                           |
| Canepa                      | Città di San Marino |                                           |
| Capanne                     | Fiorentino          |                                           |
| Casole                      | Città di San Marino |                                           |
| Castellaro                  | Città di San Marino |                                           |
| Cerbaiola                   | Montegiardino       | Unica curazia presente in questo castello |
| Cinque Vie                  | Serravalle          |                                           |
| Confine                     | Chiesanuova         |                                           |
| Corianino                   | Faetano             |                                           |
| Crociale                    | Fiorentino          |                                           |
| Dogana                      | Serravalle          |                                           |
| Falciano                    | Serravalle          |                                           |
| Fiorina                     | Domagnano           |                                           |
| Galavotto                   | Chiesanuova         |                                           |
| Gualdicciolo                | Acquaviva           |                                           |
| La Serra                    | Acquaviva           |                                           |
| Lesignano                   | Serravalle          |                                           |
| Molarini                    | Chiesanuova         |                                           |
| Montalbo                    | Città di San Marino |                                           |
| Monte Pulito                | Faetano             |                                           |
| Murata                      | Città di San Marino |                                           |
| Pianacci                    | Fiorentino          |                                           |
| Piandivello                 | Domagnano           |                                           |
| Poggio Casalino             | Chiesanuova         |                                           |
| Poggio Chiesanuova          | Chiesanuova         |                                           |
| Ponte Mellini               | Serravalle          |                                           |
| Rovereta                    | Serravalle          |                                           |
| San Giovanni sotto le Penne | Borgo Maggiore      |                                           |
| Santa Mustiola              | Città di San Marino |                                           |
| Spaccio Giannoni            | Domagnano           |                                           |
| Teglio                      | Chiesanuova         |                                           |
| Torraccia                   | Domagnano           |                                           |
| Valdragone                  | Borgo Maggiore      |                                           |
| Valgiurata                  | Serravalle          |                                           |
| Ventoso                     | Borgo Maggiore      |                                           |